# Congue (fleuve)
Le Congue (parfois orthographié Congu, Congué ou Congüe) est un fleuve situé en Guinée équatoriale, dans la province du Litoral. Il fait partie de l'estuaire de Muni avec les rivières Mitong, Mandyani, Mitimele, Utamboni et Mven,.